# ناتشو نيرا
ناتشو نيرا (بالإسبانية: Ignacio Neira Pedraja)‏ هو لاعب كرة قدم إسباني في مركز الدفاع، ولد في 16 نوفمبر 1986 في سانتونيا في إسبانيا. لعب مع النادي الرياضي بكالوني ونادي باراكالدو ونادي سيستاو ريفر ونادي قرطاجنة.

## وصلات خارجية
- ناتشو نيرا على موقع قاعدة بيانات كرة القدم.إي يو (الإنجليزية)
- ناتشو نيرا على موقع Soccerway.com (الإنجليزية)
- ناتشو نيرا على موقع AS.com (الإسبانية)